# Didier Lamaison
Didier Lamaison é um escritor francês.
Foi eleito em 4 de junho de 2009 sócio correspondente da Academia Brasileira de Letras.